# 2766 Leeuwenhoek
2766 Leeuwenhoek è un asteroide della fascia principale. Scoperto nel 1982, presenta un'orbita caratterizzata da un semiasse maggiore pari a 2,5466958 UA e da un'eccentricità di 0,1821138, inclinata di 6,54100° rispetto all'eclittica.
L'asteroide era stato inizialmente battezzato 2766 Leuwenhoek per poi essere corretto nella denominazione attuale.
L'asteroide è dedicato all'ottico olandese Antoni van Leeuwenhoek.